# Movimento arte concreta
Il Movimento per l'arte concreta, o MAC, è un movimento artistico fondato a Milano nel 1948 da Atanasio Soldati, Gillo Dorfles, Bruno Munari, Gianni Monnet, Augusto Garau, Ettore Sottsass, promosso da Albino Galvano e di cui divenne seguace Lucio Fontana con il fine di dare impulso all'arte non figurativa, ed in particolare ad un tipo di astrattismo libero da ogni imitazione e riferimento con il mondo esterno, di orientamento prevalentemente geometrico.
Il nome del movimento si rifà ad una accezione del termine "concreto", usato nel senso detto, introdotto inizialmente negli anni trenta da Van Doesburg e Kandinskij. Il concretismo si oppone, quindi, oltre che alla figurazione, anche all'astrazione cosiddetta "lirica".

## Storia
Il MAC esordì con una mostra collettiva tenuta alla Libreria Salto di Milano nel dicembre 1948, presentata da Marchiori. Negli anni seguenti, il Movimento si struttura con una rete organizzativa diffusa in varie città, oltre Milano, come Torino, Genova, Firenze, Roma, Napoli e comprendente non solo pittori o scultori, ma anche architetti, Industrial designers, grafici.  Quest'ultima caratteristica del MAC può essere messa in relazione con la molteplicità di interessi di due figure come quelle di Dorfles e di Munari.
Successivamente alla sua fondazione aderirono al movimento, tra gli altri, Carlo Perogalli, Attilio Mariani, Gio Ponti, Antonio Franchini, Gianni Bertini, Ferdinando Chevrier, Franz Furrer, Mario Nigro, Ideo Pantaleoni, Galliano Mazzon, Plinio Mesciulam, Luigi Veronesi, Nino Di Salvatore, Renato Barisani, referente e coordinatore per Napoli fino al 1958, Vittorio Ugolini, Luiso Sturla segretario per la Liguria fino al 1957. Fra gli architetti Attilio Mariani, Carlo Perogalli, Tito Varisco, Roberto Menghi, Marco Zanuso, Mario Ravegnani, Carlo Paccagnini, Vittoriano Viganò, Renato De Fusco. Ebbero rapporti con il MAC anche i giovani pittori romani Accardi, Dorazio, Perilli, che daranno vita al gruppo Forma 1. Il MAC si sciolse nel 1958.